# 공면점
기하학에서, 공간의 점 집합은 만약 그것들을 모두 포함하는 기하학적 평면이 존재한다면 공면점(共面點, 영어: coplanar points)이다. 예를 들어, 세 점은 항상 공면점이며, 점이 구별되고 공선점이 아니라면, 그것들이 결정하는 평면은 유일하다. 그러나 일반적으로 네 개 이상의 구별되는 점 집합은 단일 평면에 놓이지 않는다.

공면점의 예시

3차원 공간의 두 직선은 만약 둘 다를 포함하는 평면이 있다면 공면이다. 이것은 직선이 평행하거나 서로 교차하는 경우에 발생한다. 공면이 아닌 두 직선은 꼬인 위치라고 한다.
거리 기하학은 점 집합이 공면점인지 여부를 결정하는 문제에 대한 해결 기법을 제공하며, 점들 사이의 거리만 알면 된다.

## 3차원에서의 속성
3차원 공간에서, 동일한 시작점을 가진 두 개의 선형 독립 벡터는 그 점을 통과하는 평면을 결정한다. 그들의 벡터곱은 그 평면에 대한 수직 벡터이며, 시작점을 통과하는 이 벡터곱에 직교하는 모든 벡터는 그 평면에 놓인다. 이것은 스칼라 삼중곱을 사용하여 다음과 같은 공면성 테스트로 이어진다.
네 개의 구별되는 점, x1, x2, x3, x4는 다음을 만족할 때 공면점이다.
{\displaystyle [(x_{2}-x_{1})\times (x_{4}-x_{1})]\cdot (x_{3}-x_{1})=0.}
이는 다음에도 해당한다.
{\displaystyle (x_{2}-x_{1})\cdot [(x_{4}-x_{1})\times (x_{3}-x_{1})]=0.}
세 벡터 a, b, c가 공면점이라면, 만약 a ⋅ b = 0 (즉, a와 b가 직교한다면) 다음이 성립한다.
{\displaystyle (\mathbf {c} \cdot \mathbf {\hat {a}} )\mathbf {\hat {a}} +(\mathbf {c} \cdot \mathbf {\hat {b}} )\mathbf {\hat {b}} =\mathbf {c} ,}
여기서 {\displaystyle \mathbf {\hat {a}} }는 a의 방향에 있는 단위 벡터를 나타낸다. 즉, c의 a에 대한 벡터 투영과 c의 b에 대한 벡터 투영을 합하면 원래의 c가 된다.

## 좌표가 주어진 n 차원 점의 공면성
세 개 이하의 점은 항상 공면점이므로, 점 집합이 언제 공면점인지 결정하는 문제는 일반적으로 네 개 이상의 점이 포함될 때만 관심 대상이다. 정확히 네 개의 점이 있는 경우 여러 가지 임시방편적인 방법이 사용될 수 있지만, 임의의 개수의 점에 대해 작동하는 일반적인 방법은 벡터 방법과 평면이 두 선형 독립 벡터에 의해 결정된다는 속성을 사용한다.
n ≥ 3인 n-차원 공간에서, k 개의 점 {\displaystyle \{p_{0},\ p_{1},\ \dots ,\ p_{k-1}\}} 집합은 그들의 상대적 차이의 행렬, 즉 열(또는 행)이 벡터 {\overrightarrow {p_{0}p_{1}}},\ {\overrightarrow {p_{0}p_{2}}},\ \dots ,\ {\overrightarrow {p_{0}p_{k-1}}}인 행렬의 계수가 2 이하일 때만 공면점이다.
예를 들어, 다음 네 개의 점이 주어졌을 때
{\displaystyle {\begin{aligned}X&=(x_{1},x_{2},\dots ,x_{n}),\\Y&=(y_{1},y_{2},\dots ,y_{n}),\\Z&=(z_{1},z_{2},\dots ,z_{n}),\\W&=(w_{1},w_{2},\dots ,w_{n}),\end{aligned}}}
만약 행렬
{\displaystyle {\begin{bmatrix}x_{1}-w_{1}&x_{2}-w_{2}&\dots &x_{n}-w_{n}\\y_{1}-w_{1}&y_{2}-w_{2}&\dots &y_{n}-w_{n}\\z_{1}-w_{1}&z_{2}-w_{2}&\dots &z_{n}-w_{n}\\\end{bmatrix}}}
의 계수가 2 이하이면 네 점은 공면점이다.
원점을 포함하는 평면의 특수한 경우에는 속성을 다음과 같이 간단하게 만들 수 있다.
k 개의 점 집합과 원점은 k 개의 점의 좌표로 이루어진 행렬의 계수가 2 이하일 때만 공면점이다.

## 기하학적 모양
꼬인 다각형은 꼭짓점이 공면점이 아닌 다각형이다. 이러한 다각형은 반드시 네 개 이상의 꼭짓점을 가져야 하며, 꼬인 삼각형은 없다.
양의 부피를 갖는 다면체는 모든 꼭짓점이 공면점이 아니다.

## 같이 보기
- 공선점
- 입사평면